# Persoonia laevis
Persoonia laevis är en tvåhjärtbladig växtart som först beskrevs av Antonio José Cavanilles, och fick sitt nu gällande namn av Karel Domin. Persoonia laevis ingår i släktet Persoonia och familjen Proteaceae. Inga underarter finns listade i Catalogue of Life.